# Mochitsura Hashimoto
Mochitsura Hashimoto (jap. 橋本 以行 Hashimoto Mochitsura; ur. 14 października 1909 w Kioto, zm. 25 października 2000 tamże) − oficer broni podwodnej Japońskiej Cesarskiej Marynarki Wojennej, w czasie II wojny światowej, najlepiej znany jako dowódca okrętu podwodnego I-58 (typu B3), który w roku 1945 zatopił USS „Indianapolis”.
Urodził się i wychował w Kioto. Po ukończeniu Akademii Marynarki Wojennej Hashimoto zgłosił się ochotniczo do służby na okrętach podwodnych i w grudniu 1941 roku, podczas japońskiego ataku na Pearl Harbor, znajdował się na pokładzie I-24. Przez większość wojny prowadził rejsy patrolowe i szkoleniowe okrętów podwodnych, by w roku 1944 objąć dowództwo I-58, okrętu przystosowanego do przenoszenia żywych torped typu Kaiten. Po szeregu nieudanych operacji w nocy 30 lipca 1945 roku I-58 zatopił „Indianapolis”. Okręt Hashimoto wrócił następnie do Japonii, będąc jednym z niewielu jakie przetrwały wojnę. Hashimoto po wojnie zeznawał w procesie Charlesa McVaya, dowódcy „Indianapolis”, a później uczestniczył w wysiłkach mających na celu oczyszczenie pamięci McVaya. Hashimoto został kapłanem shintō, a zmarł w 2000 roku.

## Życiorys
Mochitsura Hashimoto urodził się w roku 1909 w Kioto jako ósme z dziewięciorga dzieci i piąty syn kannushiego, kapłana shintō. W szkole średniej uczył się dobrze. Był postrzegany jako młodzieniec opanowany i godny szacunku. Na życzenie ojca miał wstąpić do marynarki wojennej. Rodzina nie miała morskich tradycji, ale ojciec Hashimoto uważał, że kariera wojskowa wyjdzie im wszystkim na dobre. Jeden ze starszych braci Hashimoto ukończył uczelnię wojskową i służył w armii japońskiej. Hashimoto ukończył szkołę średnią w roku 1927 i został przyjęty do Akademii Marynarki, gdzie przez cztery lata studiował historię, inżynierię i taktykę morską, a także judo i inne sporty walki. W roku 1931 ukończył Akademię i otrzymał pierwszy stopień wojskowy.
W roku 1937 ożenił się z Nobuko Miki, córką zamożnego przedsiębiorcy z Osaki. Mieli trzech synów: Michihiro (ur. 1940), Nobutake (ur. 1942) i Tomoyuki (ur. 1944).

### Kariera wojskowa
W roku 1934 Hashimoto zgłosił się na ochotnika do służby w broni podwodnej, ale do 1937 roku służył na pokładach niszczycieli i ścigaczy okrętów podwodnych u wybrzeży Chin. Dopiero w roku 1938 został skierowany na kurs obsługi torped, a w 1939 do Szkoły Broni Podwodnej. Po ukończeniu nauki otrzymał − na początku roku 1941 − przydział jako oficer torpedowy na bazujący w Kure okręt podwodny I-24 dowodzony przez komandora porucznika Hiroshi'ego Hanabusę. Przez cały ten rok okręt przechodził ćwiczenia współdziałania z miniaturowymi okrętami podwodnymi.
18 listopada I-24 opuścił wraz z całym zespołem Kure, niosąc na pokładzie rufowym miniaturowy okręt podwodny. Idąc prosto na wschód okręt dotarł 6 grudnia w pobliże Hawajów i wynurzył się 10 mil od Waikīkī. I-24 należał do dużego zgrupowania okrętów podwodnych, które miały wesprzeć atak na Pearl Harbor. Hashimoto był świadkiem pożegnania dwuosobowej załogi miniaturowego okrętu podwodnego, który wyruszył do akcji o godz. 5.30. I-24 do 9 grudnia pozostawał w wyznaczonym sektorze oczekując na powrót miniaturowego o.p., ten jednak nie zjawił się, więc I-24 zawrócił do Kure.
Hashimoto został wkrótce skierowany − celem przygotowania do objęcia dowództwa własnego okrętu − na wyższy kurs w Szkole Broni Podwodnej. Po ukończeniu kursu w lipcu 1942 roku objął dowodzenie okrętu podwodnego obrony wybrzeża Ro-31. Do końca tego roku okręt Hashimoto patrolował wody przybrzeżne na wysokości miasta Yokosuka szkoląc załogę, testując nowe wyposażenie i prowadząc badania nad nową doktryną japońskiej wojny podwodnej. W roku 1943 został dowódcą I-158, a nieco później Ro-44.

### Dowódca I-58
W maju 1944 roku Hashimoto otrzymał awans na komandora porucznika i mianowany dowódcą nowego okrętu I-58, który nie wyszedł jeszcze ze stoczni w Sasebo. Nowy dowódca nadzorował prace wykończeniowe i wyposażeniowe I-58. Okręt został przystosowany do przenoszenia torped typu Kaiten, co załoga Hashimoto uznała za wielki honor. I-58 został oddany do służby 13 września, po czym odbył szereg rejsów próbnych i szkolnych. Po ukończeniu ćwiczeń, w grudniu okręt skierował się do Kure celem uzbrojenia i pobrania zapasów. Stamtąd udał się do Hirao, gdzie załadowano sześć kaitenów.

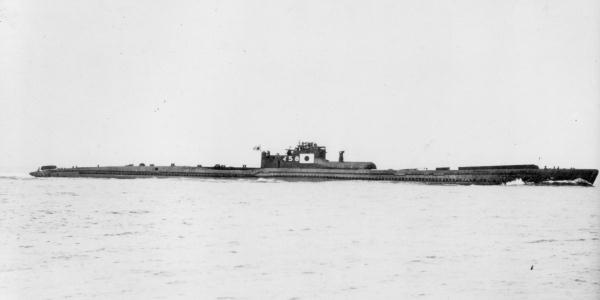
Okręt podwodny I-58

29 grudnia okręt wyszedł w swój pierwszy patrol bojowy w okolicach archipelagu Marianów, a na wysokość Guamu dotarł o godz. 3.00 11 stycznia 1945 roku. Hashimoto kazał zwodować cztery kaiteny, które jakoby zatopiły tankowiec, ale nie można było tego zweryfikować. W rzeczywistości atak był nieskuteczny. I-58 zawrócił do bazy w Kure, dokąd dotarł 20 stycznia. Okręt stał w porcie do marca ze względu na braki w zaopatrzeniu. 1 marca został skierowany ku wyspie Iwo Jima by wesprzeć siły japońskie tam walczące. Po przybyciu na miejsce I-58 otrzymał rozkaz wystrzelenia wszystkich swych kaitenów (bez sterników) i natychmiastowego powrotu do bazy. Ponowny rozkaz wyjścia w morze Hashimoto otrzymał 2 kwietnia. Tym razem miał zwalczać okręty amerykańskie w rozpoczętej inwazji Okinawy. Okręt był tam 50-krotnie atakowany przez samoloty i mógł wynurzać się tylko na kilka godzin nocami. Powrócił do Kure 29 kwietnia, jako jedyny japoński okręt podwodny, któremu udało się bitwę przetrwać. Musiał pozostać w porcie z powodu ciągłego minowania Morza Wewnętrznego przez samoloty USAAF i wyszedł na swój ostatni patrol 16 lipca. Był już tylko jednym z czterech dużych japońskich okrętów, a jego zadaniem było szarpanie alianckich linii łączności na oceanie.
I-58 kierował się ku wschodnim wybrzeżom Filipin. Minąwszy Okinawę i nie napotkawszy tam żadnych jednostek nieprzyjaciela, zaczął 27 lipca patrolować linię żeglugową Guam-Leyte. Po dostrzeżeniu tankowca eskortowanego przez niszczyciele Hashimoto zwodował − o godz. 14.31 i 14.43 − dwa kaiteny. O 15.21 i 15.31 słyszano eksplozje, ale załoga nie mogła stwierdzić, czy kaiteny trafiły w cel. Hashimoto raportował, że tankowiec został prawdopodobnie zatopiony. 29 lipca skierował swój okręt podwodny w miejsce, gdzie jego zdaniem krzyżowały się linię żeglugowe pomiędzy Guamem, Leyte, Peleliu i Okinawą.
Tego dnia wieczorem, o godz. 23.35, Hashimoto dostrzegł z odległości 10 000 metrów krążownik ciężki USS „Indianapolis” (CA-35) idący w jego kierunku ze średnią prędkością. Biorąc okręt za − jak to określił − „pancernik typu Idaho”, nakazał natychmiastowe zanurzenie, a gdy „Indianapolis” znalazł się w odległości 1500 metrów kazał dwie minuty po północy wystrzelić sześć torped. Gdy trzy torpedy trafiły, Hashimoto dał rozkaz zejścia na maksymalną głębokość, by uniknąć ewentualnego kontrataku. Po godzinie wynurzył okręt, ale nie zobaczył śladu po „Indianapolis”. Po bezskutecznym poszukiwaniu szczątków nakazał okrętowi − około 2.30 − oddalić się. Do Kure około godz. 3 wysłał krótką depeszę o zniszczeniu nieprzyjacielskiego okrętu. Po wojnie tak opisał przebieg wypadków:

Mieliśmy księżyc za plecami, a nieprzyjacielski okręt był widoczny jak na dłoni. Widzieliśmy jego dwa kominy i wysoki maszt. Myślałem, że to pancernik typu Idaho. Załoga była podniecona i czekała na rozkaz... W końcu wydałem rozkaz: Uwaga, ognia! Sześć torped ruszyło w stronę nieprzyjacielskiego okrętu... Płynąc równolegle do celu czekaliśmy z niecierpliwością; każda minuta wydawała się wiekiem. Wreszcie nastąpiły trzy wybuchy. Po każdym krzyczałem: „Trafiony! Trafiony!”, a załoga tańczyła z radości.

Hashimoto skierował I-58 na północ szukając kolejnych celów, ale nic nie znalazł. 7 sierpnia dowiedział się przez radio o bombie atomowej zrzuconej na Hiroszimę, ale nadal polował na nieprzyjacielskie okręty na południe od Kanału Bungo. 9 sierpnia wysłał dwa kaiteny przeciwko alianckiemu konwojowi, po czym Hashimoto meldował o prawdopodobnym zatopieniu niszczyciela. 12 sierpnia wysłał pozostałe kaiteny i donosił o prawdopodobnym zatopieniu statku transportowego. 15 sierpnia I-58 wynurzył się w Kanale Bungo, gdzie Hashimoto dowiedział się o orędziu cesarskim Gyokuon-hōsō zapowiadającym kapitulację Japonii i koniec wojny. Okręt popłynął przez Morze Wewnętrzne do Hirao i tam dopiero Hashimoto poinformował załogę o zakończeniu działań. Po wojnie okazało się, że „Indianapolis” był jedyną jednostką zatopioną przez okręt podwodny Hashimoto. Było to jednocześnie ostatnie zwycięstwo japońskie w wojnie na Pacyfiku.

### Proces McVaya

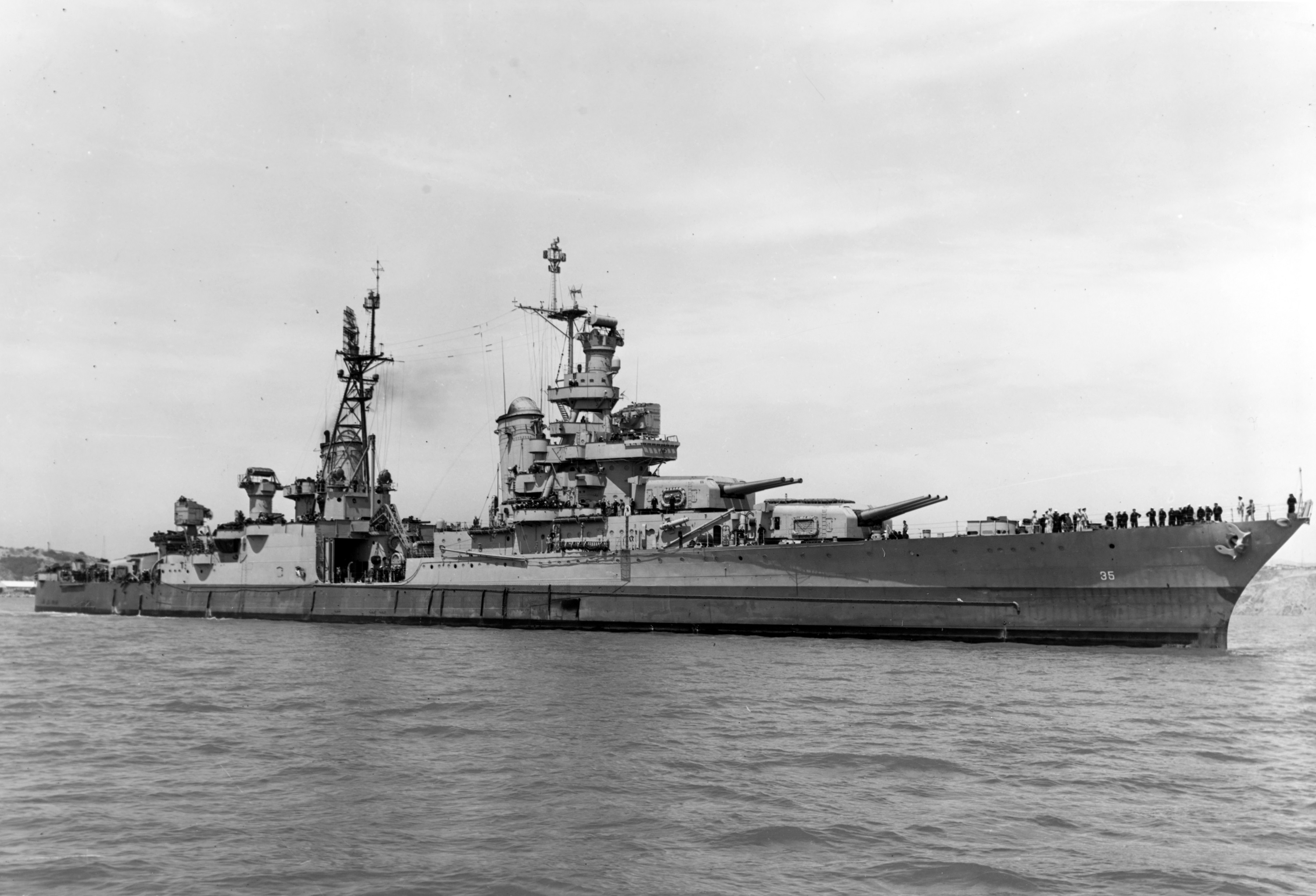
USS „Indianapolis” w 1945 roku

W kilka miesięcy później Hashimoto został wezwany przez amerykańskie władze wojskowe w charakterze świadka w procesie dowódcy „Indianapolis”, komandora Charlesa McVaya, oskarżonego o zaniedbania, które doprowadziły do zatonięcia okrętu. 9 grudnia 1945 został przetransportowany na pokładzie samolotu wojskowego z Tokio do Oakland. Mimo zapewnień, że będzie traktowany jak oficer marynarki, a nie jak jeniec czy zbrodniarz wojenny, Hashimoto, przez cały czas swego pobytu w Stanach Zjednoczonych, znajdował się pod strażą i nie wolno mu było opuszczać hotelu, jako że jego pojawienie się znalazło się na pierwszych stronach gazet w USA. Przesłuchania zaczęły się natychmiast po przybyciu Hashimoto do Waszyngtonu. Rozmowy prowadzone były za pośrednictwem tłumacza, Francisa Eastlake’a z centrali wywiadu marynarki.
11 grudnia, przez cztery godziny rozmawiał z Hashimoto sędzia komandor Thomas Ryan, a następnego dnia przez kilka godzin główny obrońca McVaya komandor John Cady. Obaj oficerowie chcieli ustalić jego wiarygodność i kompetencje przed powołaniem na świadka. Powiedział im, że widoczność tej nocy była dobra i że nie miał trudności z namierzeniem „Indianapolis”. Hashimoto, mimo sprzeciwu Cady'ego i McVaya, stanął 13 grudnia przed trybunałem w szczelnie wypełnionej sali sądowej. Było to wydarzenie bez precedensu: po raz pierwszy żołnierz kraju prowadzącego wojnę ze Stanami Zjednoczonymi zeznawał przeciwko oficerowi US Navy przed amerykańskim sądem. Na żądanie Cady'ego Hashimoto złożył dwie przysięgi: cywilną japońską i wojskową amerykańską, a więc − gdyby kłamał − mógłby być w obu krajach oskarżony o krzywoprzysięstwo. 50-minutowe zeznania Hashimoto dotyczyły tego czy „Indianapolis” „zygzakował” czy też nie i zeznał zgodnie z prawdą, że amerykański okręt nie zmieniał kursu. Dodał jednak, że żadne manewry nie mogły uchronić krążownika przed atakiem. Mimo to jego zeznanie zostało uznane za potwierdzenie nieodpowiedzialności McVaya. Po wystąpieniu przed sądem Hashimoto pozostawał pod strażą do początków 1946 roku, kiedy wreszcie odstawiono go do Japonii na pokładzie transportowca USS „Effingham”.

### Po wojnie
Hashimoto nie wstąpił do utworzonych w 1954 roku Japońskich Sił Samoobrony. Do końca życia był kapłanem shintō w świątyni w Kioto. Udzielił wywiadu Danowi Kurzmanowi, autorowi wydanej w roku 1990 książki Fatal Voyage, w której Kurzman napisał m.in.: „Komandor Hashimoto był zauroczony Amerykanami. Mimo że zamknięty w swej sypialni w czasie procesu, był traktowany raczej jak honorowy gość niż nieprzyjaciel, który posłał na śmierć tylu naszych chłopców”. Hashimoto napisał też książkę o działalności japońskiej floty podwodnej w czasie wojny: Sunk: The Story of the Japanese Submarine Fleet, 1941–1945, w której ze szczegółami opisał działania japońskich okrętów podwodnych, w tym także zatopienie USS „Indianapolis”. W grudniu 1990 roku Hashimoto spotkał się z niektórymi ocalonymi marynarzami „Indianapolis” i powiedział (przez tłumacza): „Przybyłem tu, by modlić się z wami za waszych kolegów, których śmierć spowodowałem”, na co prosto odpowiedział jeden z ocalonych: „Wybaczam ci”.
W roku 1999 brał udział w wysiłkach żyjących jeszcze członków załogi „Indianapolis”, by oczyścić pamięć McVaya; napisał list do Senatu Stanów Zjednoczonych, w którym raz jeszcze poruszył kwestię zygzakowania: „mogłem przeprowadzić udany atak torpedowy niezależnie od tego, czy zygzakowałby, czy nie”. O wyroku skazującym McVaya Hashimoto napisał:

Nasze narody wybaczyły sobie nawzajem okropności tej wojny i jej konsekwencje. Być może nadszedł czas by wasz naród przeprosił komandora McVaya za skutki tego bezprawnego wyroku.

Hashimoto zmarł w wieku 91 lat 25 października 2000 roku.